# José Tomás (dibujante)
José Tomás Tarín (Valencia, 4 de febrero de 1971) es un dibujante de cómics español, creador y editor de varios fanzines (Hum Cómics, Condón...) y colaborador frecuente de TMEO, Cretino, Suburbio, entre otros. También han aparecido sus páginas en otras publicaciones de mayor difusión, tales como El Jueves, Diagonal o RockEstatal.

## Estilo y temática
El estilo es de trazo sencillo e influenciado por el grafismo de dibujantes del cómic alternativo americano, tales como Peter Bagge, Kaz o Johnny Ryan. 
La temática de sus cómics está basada en "actitudes estúpidas que ve por la calle o en el trabajo, luego vienen la escatología, el absurdo, el surrealismo, pero por encima de todo está la estupidez".. El formato de sus historietas, salvo excepciones puntuales, suelen ser gags cortos de una viñeta, media o una página pues, según él, se siente a gusto «trabajando en estos formatos que me permiten una inmediatez y frescura que agradezco mucho. [...] Con ellos me ahorro en buena parte todo lo que no me divierte de hacer tebeos».
En mayo del 2015 publicó, bajo el sello Autsaider cómics, el segundo número de la revista Chof!. Esta publicación, en principio, está prevista de periodicidad anual, sin embargo, como según el dibujante ha indicado en entrevistas, «dependerá de las ventas y de mi predisposición personal». El estilo de los trabajos que José Tomás ha publicado en Chof! ha sido analizado por críticos del área como Gerardo Vilches en Entrecomics,  quien lo reseña como  «emparentado con la tradición más antigua del cómic: el dibujo casi espontáneo, el garabato, la viñeta absurda, donde el gag parte del dibujo», José Tomás poseería además, según este autor «[...] una vena lírica extraña, muy rara de ver en el cómic español actual, que tiene que ver con el absurdo más puro, con la idea surrealista que se enuncia y se deja en el aire, sin chiste: «Dios fumando un cigarrillo electrónico», «Cuando mueres, la luz que ves al final del túnel… es un Gusiluz».

## Obras

### Cómics monográficos
- Haciendo el Tonto. 2005, Editorial Pocas Páginas.
- La historia más calva jamás contada. 2007, separata del fanzine Cretino nº 17.
- Genio y Figura. 2012, Edicions de Ponent.
- El Boli Rojo . 2012, Autsaider cómics.
- CHOF! COMICS #1. 2013, Autsaider cómics.
- CHOF! COMICS #2. 2015, Autsaider cómics.

### Fanzines propios
- Por qué tanto odio?.
- Hágalo Usted Mismo.
- HUM Cómics.
- CONDÓN.2010, núms. 0 al 2
- Mi Casa, Teléfono Rojo volamos hacia Moscú. 2013
- Chicos de la Calle. 2013
- Cuaderno de Campo. 2014

### Colaboraciones en fanzines ajenos
- Suburbio
- Aceite de Ricino
- Cómics y Cigarrillos
- Rattenkönig
- FemDom
- El Gruñiverso
- Fiebre Amarilla
- GoodGod & Friends
- Chilena Commando
- La Kurda

### Fanzines compartidos
- Somos Mierda (con Mario Albelo)
- Un fanzine hecho a medias (con Fum)
- Dios Salve al Lehendakari (con Mario Albelo y Juarma)
- Sois Todos Tontos / Todos los poemas hablan de ti (con Juarma)